# Mundigak
Mundigak (Pashto: منډیګک) is een archeologische opgravingslocatie in Afghanistan, ongeveer 55 km ten noordwesten van Kandahar. Dit zijn de overblijfselen van een van de vroegste steden in het gebied tussen India en Iran. De stad wordt toegeschreven aan de Helmandbeschaving, die ook in het oosten van Iran wordt bevestigd.
Opgravingen van 1951 tot 1958 brachten de overblijfselen aan het licht van een aanzienlijk stadscomplex met stadsmuren, een paleis en een tempel. Vóór deze opgravingen was er weinig bekend over de prehistorie van Afghanistan. De ontdekking van een relatief grote, prehistorische stad in Afghanistan wierp een heel nieuw licht op de ontwikkeling van beschavingen in het gebied tussen Iran en India. Een groot deel van de vondsten was ongeëvenaard, zodat een gedetailleerde datering van de afzonderlijke vestigingsfasen problematisch was en vandaag de dag nog steeds controversieel is. De stad had mogelijk tot 10.000 inwoners; en had in haar hoogtijdagen een oppervlakte van ongeveer 32 ha.
Het gebied van de Helmandcultuur is mogelijk gelijk te stellen aan een oude staatsstructuur. Mundigak zou daar de tweede belangrijkste stad zijn na Shahr-e Sukhteh.

## Locatie
De overblijfselen van de stad liggen ongeveer 55 km ten noordwesten van Kandahar in de vallei van de Kushk-i Nakhud-rivier, die nu alleen seizoensgebonden water heeft en vooral in de zomer is opgedroogd. Verder naar het zuiden mondt de rivier uit in de Helmand. De plaats heeft waarschijnlijk aan belang gewonnen vanwege de ligging aan belangrijke handelsroutes. Men nam aan dat van hieruit lapis lazuli, dat in het noorden van Afghanistan werd gedolven, naar Iran werd verhandeld. Het veld van ruïnes wordt gedomineerd door verschillende heuvels. Tépé (heuvel) A is de hoogste van ervan. Hier werden de opgravingen geconcentreerd en de belangrijkste vondsten gedaan.